# Immetalia hemigrapha
Immetalia hemigrapha là một loài bướm đêm trong họ Noctuidae.